# ケルソ
ケルソ（Kelso、1957年4月4日 - 1983年10月16日）は、アメリカ合衆国で生産・調教されたサラブレッドの競走馬。2歳から9歳まで競走生活を送り、そのうち3歳から7歳までのシーズンで5年連続年度代表馬受賞の記録を打ち立てた。4歳時にニューヨークハンデキャップ三冠を達成、また5年連続してジョッキークラブゴールドカップを制覇、1964年当時の歴代賞金王ともなった。1967年にアメリカ競馬殿堂入り。ファンからは「キング・ケリー（King Kelly）」という愛称でも呼ばれていた。

## 経歴
※以降、特記がない限り馬場はダートコース。

### 出生
リチャード・チチェスター・デュポンの夫人で、メリーランド州のウッドストック牧場を所有するアレール・デュポンの生産したサラブレッドの牡馬である。1956年、デュポンは繁殖牝馬メイドオブフライトに種牡馬ユアホストを種付けし、その翌年の1957年4月4日、ケンタッキー州・パリ近郊のクレイボーンファームで牡馬を出産した。この牡馬にはデュポンの友人であった、ケルソ・エブレットにちなんでケルソと名付けられた。
誕生後、ケルソにはデュポンの持つメリーランド州ウッドストック牧場で育成が施された。ケルソの馬体は小さく、また痩せこけて貧相で、均整もとれていない、性格は臆病、皮膚にも艶がないなど、外見も内面も褒めるところがひとつもなかった。ウッドストック牧場のスタッフは、デビュー前のケルソについて「1957年に生まれた馬の中で最も期待できない」と口を揃えたとされる。これに対し、デュポンの知り合いの獣医師が成長を促すために去勢することを提案し、デュポン夫人はその案を受け入れた。
こうしてケルソはデビュー時から騸馬となり、体高は16ハンド1インチ（約165.1センチメートル）にまで育ち、それと胸元だけは普通のサラブレッド並みになった。しかし、後躯の幅がなく、棒のような首をしており、全体的に固い感じの、まるで木馬のような馬体に育っていた。また体重も軽く、競走時に970ポンド（約440キログラム）を超えたことがなく、また休養時でもそれより60ポンド（約27キログラム）以上増えることがなかった。デイリー・レーシング・フォームの記者チャールズ・ハットンはケルソを「アラブ馬みたいな顔つきだ」と評している。
後にケルソが有名になってくると、馬主のデュポンがあまり反論しない控えめな性格であったことこともあり、しばしば心ないマスコミの標的となった。ある時の大衆紙には、ケルソを「男であって男でない」「風貌は醜悪で性格は粗野」などと悪意の籠った記事を書かれたことがあったが、この時ばかりはデュポンも「子犬のような甘えん坊で、そばに寄るだけで見境もなく人にペロペロ舐めるほど人懐っこい」「たとえごく少数の人たちにせよ、そのような印象を与えたことは全く悲しい」と皮肉交じりに反論している。

### 2-3歳時（1959-1960年）
ケルソはデュポンの持つボヘミアステーブルの名義、およびジョン・リー調教師管理のもとで競走馬となった。デビューを迎えたのは1959年9月4日で、ケルソはアトランティックシティ競馬場の未勝利戦6ハロン（約1206メートル）に出走、鞍上のジョン・ブロック騎手の合図で一気に前に上がっていくと、2着のクラフティマスターという馬に1馬身1/4差をつけて勝利した。10日後の一般戦6ハロンではドレスアップという馬に1馬身半届かず2着に敗れ、またその9日後の一般戦（7ハロン・約1407メートル）でも勝ち馬ウインディサンズから3/4馬身離れた2着に敗れた。
翌1960年、ケルソは元騎手にして調教師のカール・ハンフォードの厩舎に移籍した。ハンフォードはしばらくの間ケルソをレースに出走させず、馬体を詳細に調べた。その結果蹄が水準よりも薄いことを発見し、知り合いのマクナボーという名の装蹄師に作らせた特注の蹄鉄をケルソに装着することにした。
ケルソの3歳シーズン初戦は6月22日と、クラシック戦線もすでに終わった頃であった。このモンマス競馬場で行われた一般戦（6ハロン）で、ケルソは道中4番手から一気に先頭に詰め、どんどん差を開いて最終的に2着馬バーントクローヴァーに10馬身差をつけて圧勝した。続くアケダクト競馬場での一般戦（8ハロン・約1609メートル）では最初から先頭に立ち、1分34秒20という優秀なタイムで走破、2着馬ダブルデイリーに12馬身の差をつける圧勝であった。
アーリントンパーク競馬場で7月23日に行われたアーリントンクラシックステークスは、ケルソにとって初めてのステークス競走出走となり、単勝オッズ4.9倍と支持を集めていた。この競走ではずっと後方のまま動けずじまいで、勝ち馬ティーヴィーラークから大きく離された8着に敗れている。これは同年における唯一の敗戦となった。
続くモンマスのチョイスステークス（8.5ハロン・約1709メートル）ではビル・ハータック騎手鞍上のもとで出走し、バックストレッチで先頭に立つとそのまま突き放し、2着馬ケアレスジョンに7馬身差をつけて初のステークス勝ちを手にした。翌戦のジェロームハンデキャップ（アケダクト 8ハロン）では鞍上にエディ・アーキャロを迎え、前走で破ったケアレスジョンをアタマ差で再び破って勝利した。以後4歳までアーキャロとのコンビが続いた。同じくアケダクトで行われたディスカヴァリーハンデキャップ（9ハロン・1810メートル）でも三度ケアレスジョンを破り、1分48秒40のレコードタイムで優勝した。
9月28日のローレンスリアライゼーションステークス（ベルモントパーク　13ハロン・約2615メートル）ではバックストレッチで先頭に立つと、ハイペースの中逃げ切り、2着トンピオンに4馬身半差をつけて勝利した。このときの勝ちタイム2分40秒80は、マンノウォーが40年前に記録したダート13ハロンのレコードタイムとタイ記録であった。
ホーソーン競馬場でのホーソーンゴールドカップでは古馬と初の対決となったが、ここでもケルソは早めに先頭に立つと、そのまま2着ヘロショガラに6馬身差をつけて優勝した。この競走では、同時に以前敗れたティーヴィーラークなども破っている。
同年の大一番は10月29日に迎えたアケダクト競馬場でのジョッキークラブゴールドカップステークス（16ハロン・3218メートル）で、ここには当時最強の古馬ボールドイーグル、アルゼンチンからの移籍馬でマンハッタンハンデキャップ勝ち馬のドンポッジオらが出走していた。レースが始まるとボールドイーグル陣営のペースメーカーであるトゥースアンドネイルという馬が先手を取り、ケルソは3番手に控えて道中を進んだ。トラックの2周目に入った頃にトゥースアンドネイルはばてて後退、代わりにドンポッジオが先頭、ケルソが2番手の展開となると、鞍上のアーキャロはインコースから先頭を奪いに行った。先頭に立つとそのまま差を広げ続け、2着のドンポッジオに3馬身半差をつけて優勝した。この日は重馬場であったにもかかわらず、勝ちタイムの3分19秒40というダート16ハロンの世界レコードを記録するものであった。ボールドイーグルはドンポッジオに10馬身離された3着に終わっている。
その後、同年最後の競走としてマリブステークスに登録していたが、競走当日に捻挫したため出走を取り消し、翌年5月まで休養することになった。同年は9戦8勝で296,690ドルの賞金を稼ぎだし、クラシック未出走の3歳馬としては1936年以来となる年度代表馬に選出された。

### ハンデキャップ三冠（4歳時・1961年）
当時の古馬戦線はハンデキャップ競走が花形で、その中でもメトロポリタンハンデキャップ（8ハロン）・サバーバンハンデキャップ（10ハロン）・ブルックリンハンデキャップ（10ハロン）の3競走は「ニューヨークハンデキャップ三冠」と並び称される競走であった。ケルソも強豪古馬の例に違わず、この路線に踏み入っていった。
ケルソは1961年5月19日のアケダクト競馬場の7ハロン一般戦で年初戦を迎え、これを1馬身半差で勝つと、続いて5月30日のメトロポリタンハンデキャップに登録された。アケダクトに65569人の観客が集まるなか、ケルソは130ポンド（約59キログラム）のハンデキャップを課されていた。しかしケルソはスタートから馬群に包まれ続け、スタートから2ハロンの標識時点でまだ7番手と後方にとどまっていた。後年ハンフォード調教師も「生涯忘れられない、標識の時点で終わったと思っていた」と語る位置取りであったが、ゴールまで残り70ヤードのところからケルソは強引に道をこじ開け、最後の直線で13ポンド軽いオールハンズという馬をクビ差差し切って勝ちをもぎ取った。
6月17日のホイットニーステークスでは、ケルソは再び130ポンドの斤量を課された。レースではケルソは先行集団につけ、バックストレッチでは先頭に立ったが、最終コーナーを回るところで19ポンド軽いアワホープという馬に先頭を奪われ、アタマ差の2着となった。しかし、アワホープは審議で降着となり、結果ケルソが優勝を手にした。
7月4日のサバーバンハンデキャップでは斤量が133ポンド（約60.3キログラム）が課せられたが、集まった50,071人の観衆からは単勝1.6倍の多大な支持を受けた。観衆の期待通り、ケルソはバックストレッチで先頭に立つとそのまま終始独走、21ポンドも軽い斤量のニッケルボーイという馬を5馬身引き離して優勝している。さらに7月22日のブルックリンハンデキャップでは136ポンド（約61.7キログラム）までハンデが積み上げられたが、118ポンドを積んだディバインコメディという馬を1/4馬身差で破り優勝、1953年のトムフール以来、史上3頭目のニューヨークハンデキャップ三冠を達成した。この頃からその人気は絶大になり、ファンからは親しみを込めて「ケリー（Kelly）」、また畏敬を込めて「キング・ケリー（King Kelly）」と呼ばれるようになった。
三冠戦後にケルソは1ヶ月の休養を挟み、休養明け初戦としてシカゴのアーリントンパークに遠征、ワシントンパークハンデキャップ（8ハロン）に出走した。132ポンド（約59.9キログラム）を積まれたこの競走では全体を通して後方から中団につけるにとどまり、4着に敗れて連勝を途切れさせた。しかし、ニューヨークに戻って初戦のウッドワードステークス（10ハロン）では一転調子を取り戻し、2着のディバインコメディを相手に8馬身差、さらに同年のクラシック二冠馬キャリーバックを3着に従え、トラックレコードタイ記録の2分フラットでの大勝利を収めた。続く2度目のジョッキークラブゴールドカップでは終始先頭につけ、2着ヒルズバラに5馬身差をつけての連覇を達成した。
同年最後の競走は11月11日、ローレル競馬場の国際競走であるワシントンDCインターナショナル（芝12ハロン・約2414メートル）で、ケルソにとって初めての芝コースでの競走であった。レースはスタートからケルソが先頭に立ち、すぐ後ろにティーヴィーラークがついて行く展開で進んでいった。残り2ハロンの標識のところでティーヴィーラーク鞍上のジョニー・ロングデンが仕掛け、ケルソに並び掛けてじりじりと追い抜き、3/4馬身差でティーヴィーラークに軍配が上がった。このとき、2着のケルソと3着馬の間は12馬身も離れていた。アーキャロはレース後、「ペースの配分を間違った。ケルソの癖はこれでよくわかったから、明日もう一度同じ顔触れで勝負すれば、きっと勝ってみせる」とコメントしている。競走の後、ケルソは足首にウィルス性の感染症に罹っていることがわかり、サウスカロライナ州のアイケントレーニングセンターで半年ほど休養していた。
最後の大一番こそ逃したものの、ケルソはこの年も年度代表馬に選出され、またケルソを破ったティーヴィーラークは最優秀芝馬に選出された。

### 奇妙な「三強」（5歳時・1962年）
ケルソが復帰したのは前年同様、メトロポリタンハンデキャップを近く控えた5月であった。昨年11月に主戦騎手であったアーキャロが病気療養のため引退したため、ケルソの新しい乗り役にはウィリー・シューメーカーが迎えられた。しかし、ケルソとの対戦を恐れて回避する陣営が続出し、一般戦に登録しても競走不成立となってしまい、メトロポリタンまでに前哨戦を挟むことができなかった。5月30日に迎えたメトロポリタンハンデキャップでは断然人気の単勝1.6倍に支持されたが、病み上がりで斤量133ポンドのケルソは9頭立てのなか終始6番手あたりから抜け出せず、10ポンド軽いキャリーバックがトラックレコード優勝するなか、6着に敗れた。
後の競走にステップとなる一般戦を挟みたかったハンフォードは、そのために一計を案じ、6月16日のベルモントパークで行われるマサチューセッツハンデキャップに出走登録の「予定」を立てた。しかし、ケルソが実際に登録されていたのは同じ日に組まれていた一般戦で、定量戦であるこの競走でケルソはわずか117ポンド（約53.1キログラム）しか積まれず、2着馬に2馬身1/4差で楽勝することができた。
7月4日のサバーバンハンデキャップでは再びキャリーバックとの対戦となり、わずか4頭立てのなか、ケルソは単勝1.65倍と1番人気に支持された。レースが始まるとボーパープルが軽快に逃げ、ケルソは2番手で追う展開となった。しかし132ポンドを積まれたケルソは、斤量115ポンドのボーパープルを捉えきれず、2馬身半の差をつけられて2着に敗れた。この時より、ケルソとキャリーバック、そしてボーパープルは、明らかに力量差がありながらも同年の戦線を賑わす「三強」となっていった。
3頭の再戦は、早くも10日後のモンマスハンデキャップで実現した。このときのハンデはケルソ130ポンド、キャリーバック124ポンド、ボーパープル117ポンドであった。競走ではヒッティングアウェイという馬がボーパープルから先手を奪って逃げ、ケルソは4番手につけて最終コーナーまで向かう展開となった。ケルソも最後に駆け上がるが、キャリーバックに抜けだされて3馬身差の2着、ボーパープルが3着に入った。この後でケルソは再びウィルス性の感染症に罹り、ブルックリンハンデキャップを断念して8月まで療養に当てられた。
休養明けに8月22日のサラトガ競馬場での一般戦（芝8.5ハロン・約1709メートル）をイスマエル・ヴァレンズエラ騎手に乗り替わって勝利すると、その次の一般戦（アトランティックシティ 芝8.5ハロン）ではドン・ピアース騎手に乗り替わって挑んでいるが、113ポンドという斤量にもかかわらず4着に敗れている。9月19日のスタイミーハンデキャップ（アケダクト 10ハロン）では再びヴァレンズエラが手綱を取り、128ポンドを背負いながら逃げ切り、2着に2馬身半差をつけて同年初のステークス勝ちを手にした。この後、引退までほとんどの競走でヴァレンズエラが主戦を務めた。
それから10日後のウッドワードステークスでは再びボーパープルと対面、また同年のベルモントステークス優勝馬ジャイプールも参加していた。定量戦の恩恵を受けたケルソは楽々と先頭を奪い、ボーパープルが着外に沈むのを尻目に、2着ジャイプールに4馬身半差をつける圧勝で連覇を達成した。続く10月20日のジョッキークラブゴールドカップでは2着に10馬身の大差をつけて3連覇達成、さらに走破タイムの3分19秒80は1956年のナシュア以来となるベルモントパーク16ハロントラックレコードを更新するものであった。
10月27日に出走したマンノウォーステークスはベルモントパーク12ハロンの芝競走で、この年よりハンデキャップ戦から定量戦に切り替えられ、続くワシントンDCインターナショナルへのステップレースとなっていた。フランス遠征帰りのキャリーバック、ホーソーンゴールドカップを制してきたボーパープルと、各々別路線にいた「三強」が久々に対峙し、またティーヴィーラークやジアックスなどの強豪馬も参戦していたなか、ケルソは1番人気単勝2.05倍に支持された。スタートするとどの馬もが先手を争い、そのなかで抜け出したボーパープルが終始先頭に立ち、ケルソがそれを2馬身ほど離れて2番手で追う展開が続いていった。しかし、この差は最後まで縮まることはなくボーパープルが優勝し、ケルソは2着で入線した。スポーツ・イラストレイテッド誌の記者ホイットニー・タワーは、ケルソの敗因を「16ハロンのジョッキークラブから翌週という強行軍が祟った」と考察している。
11月12日に行われた1962年のワシントンDCインターナショナルは、「三強」が揃う最後の機会となった。各国の招待馬のなかには日本のタカマガハラや、キングジョージ6世&クイーンエリザベスステークスを制してきたフランスのマッチなどが参戦していた。ハンフォード調教師はボーパープルを最も危険視し、ボーパープルが先頭に立っていたらそれに並び掛けて潰す作戦を立てていた。実際のレースでもボーパープルが先頭に立ち、ケルソはそれに並び掛ける展開となったが、同時にキャリーバックも並び掛けてきた。ボーパープルが脱落して後退すると、ケルソはキャリーバックを少し後方にとどめて先頭に立つが、最後の直線で内側からマッチが強襲、一気に2頭を追い抜いて1馬身半差で優勝を掻っ攫った。キャリーバックはケルソから4馬身半差の3着、ボーパープルは13頭立ての11着と大敗した。ヴァレンズエラは装鞍所に戻るなり、両手に顔をうずめてむせび泣き、「まったく、ぼくの鞭さばきがまずかったばかりに、ケルソを負け馬にしてしまい、馬主に申し訳ないことをしてしまった」と袖を涙で濡らしていた。デュポンは「ボーパープルとキャリーバックからは離れるべきだったが、ケルソは今まで一二を争う最高の走りを見せた。そして芝でも能力を発揮できることを証明してくれた」と前向きに語った。
ワシントンDCインターナショナルの後に年度代表馬選考が行われ、ケルソは投票者32名のうち28票の支持を受け、キャリーバックやボーパープルを抑えて3年連続の年度代表馬に選出された。アメリカ合衆国の競馬において、3年連続で年度代表馬に選ばれたのはケルソが初めてで、以後もフォアゴー（1974-76年）まで並ぶものはいなかった。また、獲得賞金でいえば同年はケルソよりもプルーヴイットのほうが獲得賞金が多かったが、西海岸でしか出走のなかったプルーヴイットよりもケルソのほうが評価され、この年も最優秀古牡馬に選出されている。
年度代表選考も終わった12月1日、ケルソはガーデンステートパーク競馬場のガヴァナーズプレート（12ハロン）に出走し、129ポンドを積みながらも2着に5馬身差をつけ、2分30秒20のトラックレコードつきで同年を締めくくった。また、この勝利で獲得総賞金は1,011,940ドルに到達、アメリカ競馬史上5頭目の100万ドルホースとなった。

### 全盛期（6歳時・1963年）
年が明けて1963年は早くも1月から始動、1月30日のフロリダ州ハイアリアパーク競馬場で行われたパームビーチハンデキャップ（7ハロン）で年初戦を迎えたが、4歳馬リダンに敗れ4着に沈んだ。前走で敗れたことが原因か、2月9日のセミノールハンデキャップ（ハイアリアパーク 9ハロン）ではリダンが129ポンドを積まれ、ケルソは珍しくトップハンデを課されなかった（128ポンド）。この競走で勝ったのはケルソで、競走後にリダンは故障のため引退しているが、以後リダンと同世代の新鋭らがケルソへの新たな挑戦者となった。
2月23日のワイドナーハンデキャップ（ハイアリアパーク 10ハロン）ではボーパープルとの最後の対戦になり、ケルソは131ポンド、ボーパープルは125ポンドを積まれていた。ケルソはスタートで躓くものの、すぐに体勢を戻して2番手に先行、その先をボーパープルが逃げる展開となった。ボーパープル鞍上のビル・ボランドのコース取りは完璧で、ケルソは最後までボーパープルを捉えることはできず、2馬身1/4差で2着となった。
負けこそしたが、以後連勝街道が続いていく。3月16日にガルフストリームパークハンデキャップ（ガルフストリームパーク 10ハロン）を逃げ切って楽勝すると、続いてボウイ競馬場の高額賞金競走であったジョン・B・キャンベルハンデキャップ（12ハロン）にも優勝した後、3ヶ月の休養を挟んだ。休養明け初戦は、以前使ったのと同じ手段で一般戦に出走しようと、アケダクトのナッソーカウンティハンデキャップ（9ハロン）に登録だけしていたが、今回はそのまま登録を取り消すことができずに出走する羽目になった。しかし、レースでは132ポンドの斤量ながら1馬身半差で勝ち、さらに続くサバーバンハンデキャップでも133ポンドを積んだうえで優勝した。サラトガで2度目のホイットニーステークス優勝を手にすると、再びアケダクトに戻ってアケダクトステークス（9ハロン）でクリムゾンサタンを破って勝利を挙げた。また、1963年のクラシック戦線からもケルソに挑む馬が現れていたが、プリークネスステークス優勝馬のキャンディスポッツがアケダクトステークスで4着になるのが関の山であった。
久々の定量戦となった9月28日のウッドワードステークスでは、ネヴァーベンドやクリムゾンサタンを破って同競走3連覇を達成した。この競走では種牡馬から競走馬に復帰していたキャリーバックも出走していたが、4着に敗れている。続くジョッキークラブゴールドカップでも終始先頭に立ったたま優勝、同競走4連覇の大記録を打ち立てた。
11月11日、ケルソはこの年もワシントンDCインターナショナルに出走、ここでは芝路線の強豪モンゴなどが集まっていた。スタート直後に飛び出したのはモンゴ、それとアイルランドのクリスマスアイランドで、ケルソはそれらの後ろ中団に控えた。4ハロンほどでケルソは2番手に進出し、モンゴを1馬身ほど前において進んでいった。残り5ハロンの標識付近でモンゴはよれて、ケルソの進路を一瞬妨害したが、ほどなくモンゴは体勢を戻し、ケルソを半馬身差で破った。競走後、ヴァレンズエラはモンゴがよれてケルソにぶつかってきたと抗議、審議が行われたが、15分後に着順通りとの裁定が下った。
11月26日、同年の年度代表馬投票において、ケルソはデイリー・レーシング・フォーム紙とモーニング・テレグラフ紙の記者36名全員の支持を受けて4度目の年度代表馬に選出された。またこの年の獲得賞金は569,762ドルで、最優秀古牡馬にも選出された。

### ケルソとガンボウ（7歳時・1964年）
この年、ケルソは5月の西海岸ハリウッドパーク競馬場より始動した。しかし5月23日のロサンゼルスハンデキャップ（7ハロン）では9頭立ての8着、6月6日のカリフォルニアンステークスでも6着と凡走が続いた。しかし東部に戻ると一転して調子を取り戻し、アケダクトに戻って初戦のストレートフェイスハンデキャップ（9ハロン）に勝利している。続く7月4日のサバーバンハンデキャップでは130ポンドを積み、14ポンド軽いアイアンペグという馬を捉えきれず2着に敗れた。
7月18日のモンマスハンデキャップで、ケルソは同年のライバルとなるガンボウと顔合わせ、またモンゴとの再戦となった。この競走ではまたしてもモンゴに逃げ切りを許してしまい、ケルソはクビ差2着、ガンボウはそこから4馬身半離れた3着であった。続くブルックリンハンデキャップでは、ケルソは中団にもまれて動けず5着に終わり、一方でガンボウは2着に12馬身もの差をつけて優勝した。次走に選ばれたのはサラトガ競馬場での芝コースの一般戦（9ハロン）で、バックストレッチで先頭に立って、そのまま2着に2馬身半差でゴール、初めて芝競走で勝ちを手にした。
9月7日のアケダクトハンデキャップ（アケダクト 9ハロン）の日には、好天のなか65,066人の観衆が競馬場に詰め掛けていた。この日の1番人気はガンボウで単勝1.55倍、対してケルソは単勝3.2倍のオッズであった。スタートが切られて先頭に立ったのはガンボウで、ケルソはこれを2番手で追う形で道中を進めていった。残り2ハロンの標識のところでケルソがガンボウに肉薄すると、スタンドを埋め尽くした観衆から「ゴー・ケルソ！ 奴を捕まえろケリー！」の大合唱が巻き起こった。直線に入っても歓声は鳴りやまず、ケルソがガンボウを3/4馬身差で破ったあとも、姿が見えなくなるまで歓声が続いていたという。
この時点でのケルソの総獲得賞金は1,711,132ドルで、これは賞金王ラウンドテーブルの記録1,749,869ドルにあと一歩迫るものであった。次走である10月3日のウッドワードステークスの1着賞金は70,330ドルで、ここを勝てば新たな賞金王となるはずであった。当日のアケダクトには前走同様にケルソを慕うファンが51,000人も集まり、単勝1.25倍の絶大な支持を受けていた。しかし、ガンボウの調教師エディ・ネロイも作戦を練っており、それはとにかくゲートを早く出て先頭に立ち、追いつかれたら外から抜くように誘導し、そのうえでペースを上げていくというものであった。ガンボウ鞍上のウォーリー・ブラムは指示通りに展開を進め、ケルソはこの作戦は見事にはまった。外側を回らされながらケルソは先頭に立ち、最後の直線でガンボウが抜き返しにかかった。両者は接戦の末にほぼ同時に入線し、写真判定の末にきわどいハナ差でガンボウに軍配が上がった。競走後のインタビューでは、ブラムは「標識の時点でケルソは自分の半馬身前にいて、俺はもう終わったと思っていた」と語り、またヴァレンズエラは「ケルソが内側に刺さって、2回ほど（ガンボウと）ぶつかっていた。あれが原因かも」と語っている。
続く10月31日に迎えたジョッキークラブゴールドカップにおいて、ケルソは単勝1.4倍の断然人気を集め、それに応えるかのように2着ローマンブラザーを5馬身半引き離して優勝、3分19秒20の16ハロンアメリカレコードで4連覇を飾り、また晴れて歴代第1位の賞金王となった。
11月11日、この年のワシントンDCインターナショナルには日本からのリユウフオーレルやソヴィエト連邦代表のアニリンなど6頭が参戦し、アメリカ代表として4度目の挑戦となるケルソ、そしてガンボウが登録された。37,800人の観客によるオッズはケルソが単勝2.2倍、ガンボウは2.5倍と人気を分け合い、外国馬はアニリンが3番人気で16倍と大きく水をあけられていた。スタートが切られるとガンボウが飛び出し、ケルソはそれを4馬身離れて追いかけた。その差はまもなく詰まり、バックストレッチに差し掛かるとケルソとガンボウは並んで走っていた。ケルソがガンボウの外に付けつつコーナーを回り、ガンボウと鞍上のブラムがその圧迫から逃げようと外に持ち出そうとすると、ケルソとヴァレンズエラは内側に切れ込んで、ガンボウをラチに押し付ける格好となった。そこからケルソがスパートをかけ、ガンボウとの差を徐々に広げていくと、ゴールに飛び込んだ時にはその差は4馬身半差まで開いていた。また、この時のタイムは2分23秒80で、芝12ハロンの全米レコードであった。競走後にブラムは進路妨害があったと申し立てたが、この訴えは却下された。
12月8日に同年の年度代表選考が行われ、投票者177名のうち119票をケルソが獲得、5年連続の年度代表馬に選出された。

### 晩年（8-9歳・1965-1966年）
デュポンは4度目のワシントンDCインターナショナルの勝利の後、同年でケルソを引退させる方針を発表したが、これにハンフォード調教師は「ケルソは競馬場を恋しがっている」と引退に反発していた。ケルソは夏に入ってから競走馬として復帰するが、春のうちはローレル競馬場やキーンランド競馬場、チャーチルダウンズ競馬場やデラウェアパーク競馬場などで、チャリティーイベントなどに参加していた。6月にモンマス競馬場の一般戦（6ハロン）で復帰するが3着、その後デラウェアパーク競馬場のダイアモンドステートハンデキャップで優勝した。
ブルックリンハンデキャップでは132ポンドを背負い出走、5頭立ての最後尾から追いかける競馬になった。しかし、最後まで11ポンド軽いピアスターとローマンブラザーを捉えることができず、1着ピアスターから4馬身離された3着に敗れた。8月7日のホイットニーステークスではケルソ130ポンドに対して、前走で勝ったピアスターに127ポンドが課されていた。ハンフォード調教師はあえて先頭に立たず、コース取りで他馬に外側を回らせる作戦を立案していた。スタートが切られると軽ハンデのマリシアスとクルーマンの2頭が先行争い、続いてすぐ後ろにピアスター、そのまたすぐ後ろにケルソがコースの内側につけてバックストレッチまで進んでいった。ヴァレンズエラは残り5ハロンの標識時点で鞭を入れたが、ケルソはなかなか動かず、動き出したのは残り3ハロンの標識に差し掛かってからだった。クルーマンが脱落し、ピアスターも力尽き、マリシアスが独走するなかでケルソの猛追が始まり、残り1ハロンで3馬身差まで詰め寄ると、ゴールに並んで入線、写真判定でケルソがハナ差勝利した。
しかし翌戦のアケダクトステークスでは前走で2着だったマリシアスが優勝し、ケルソはそこから9馬身離された4着と大敗した。9月22日のスタイミーハンデキャップはケルソの最後の勝鞍となった競走で、相手に恵まれたこともあって8馬身差の圧勝を見せた。しかし、このあと目に怪我を負い、長らく休養をしている。
1966年、ケルソは9歳でも現役続行を予定していたが、2月13日の追い切りの際に、右前脚の球節に微細なヒビが入っていたことが発覚した。これは大事には至らないと判断され、様子見として3月2日にハイアリアパークの一般戦に出走させてみたところ、精彩を欠く走りで4着に敗退した。順調であればドンハンデキャップに登録される予定であったが、精密検査の結果、軽微と思われていたヒビは思った以上に大きいことが判かり、これ以上の競走生活は無理と判断、3月10日に引退が発表された。
通算成績63戦39勝、獲得賞金は1,977,896ドルであった。競走そのものの賞金が上がり続けるなかでもこの記録は簡単には破られず、15年後にアファームドによってようやく塗り替えられた。競走馬を引退した翌年の1967年、アメリカ競馬名誉の殿堂博物館はケルソの殿堂入りを発表した。

### 競走成績表
- 当時はグレード制未導入。
- 斤量はポンド表記。
- 距離欄の単位はハロン。Dはダート、Tは芝を表す。
- 競走名の略記はS＝ステークス、H＝ハンデキャップ、C＝カップ、GC＝ゴールドカップ、国際＝インターナショナルを表す。
- 競走成績表の出典はDRFの特設ページ[7]に付随するpdfファイルを参照のこと。

| 出走日     | 競馬場                 | 競走名                       | 距離  | 馬場 | 着順 | 騎手          | 斤量 | オッズ | タイム  | 着差   | 1着（2着）馬       |
| ---------- | ---------------------- | ---------------------------- | ----- | ---- | ---- | ------------- | ---- | ------ | ------- | ------ | ------------------ |
| 1959.09.04 | アトランティックシティ | 未勝利戦                     | D6f   | 稍重 | 1着  | J. Block      | 120  | 2.90   | 1:13.80 | 1 1/4  | (Crafty Master)    |
| 1959.09.14 | アトランティックシティ | アローワンス                 | D6f   | 良   | 2着  | J. Block      | 117  | 5.40   | 1:11.40 | 1 1/2  | Dress Up           |
| 1959.09.23 | アトランティックシティ | アローワンス                 | D6f   | 良   | 2着  | W. Blum       | 117  | 2.90   | 1:23.00 | 3/4    | Windy Sands        |
| 1960.06.22 | モンマス               | アローワンス                 | D6f   | 良   | 1着  | W. Hartack    | 117  | 2.00   | 1:10.00 | 10     | (Burnt Clover)     |
| 1960.07.16 | アケダクト             | アローワンス                 | D8f   | 良   | 1着  | W. Blum       | 117  | 2.30   | 1:34.20 | 12     | (Double Dly)       |
| 1960.07.23 | アーリントンパーク     | アーリントンクラシック       | D8f   | 良   | 8着  | S. Brooks     | 117  | 4.90   | 1:36.20 | 7 1/2  | T. V. Lark         |
| 1960.08.03 | モンマス               | チョイスS                    | D8.5f | 良   | 1着  | W. Hartack    | 114  | 4.90   | 1:41.20 | 7      | (Careless John)    |
| 1960.09.03 | アケダクト             | ジェロームH                  | D8f   | 良   | 1着  | E. Arcaro     | 121  | 3.65   | 1:34.80 | アタマ | (Careless John)    |
| 1960.09.14 | アケダクト             | ディスカヴァリーH            | D9f   | 良   | 1着  | E. Arcaro     | 124  | 2.20   | 1:48.40 | 1 1/4  | (Careless John)    |
| 1960.09.28 | ベルモントパーク       | ローレンスリアライゼーション | D13f  | 良   | 1着  | E. Arcaro     | 120  | 1.50   | 2:40.80 | 4 1/2  | (Tompion)          |
| 1960.10.15 | ホーソーン             | ホーソーンGC                 | D10f  | 重   | 1着  | E. Arcaro     | 117  | 3.20   | 2:02.00 | 6      | (Heroshogala)      |
| 1960.10.29 | アケダクト             | ジョッキークラブGC           | D16f  | 不良 | 1着  | E. Arcaro     | 119  | 1.80   | 3:19.40 | 3 1/2  | (Don Poggio)       |
| 1961.05.19 | アケダクト             | アローワンス                 | D7f   | 良   | 1着  | E. Arcaro     | 124  | 1.35   | 1:24.00 | 1 1/2  | (Gyro)             |
| 1961.05.30 | アケダクト             | メトロポリタンH              | D8f   | 良   | 1着  | E. Arcaro     | 130  | 2.05   | 1:35.60 | クビ   | (All Hands)        |
| 1961.06.17 | ベルモントパーク       | ホイットニーS                | D9f   | 良   | 1着  | E. Arcaro     | 130  | 1.45   | 1:48.00 | アタマ | (Our Hope)         |
| 1961.07.04 | アケダクト             | サバーバンH                  | D10f  | 良   | 1着  | E. Arcaro     | 133  | 1.60   | 2:02.00 | 5      | (Nickel Boy)       |
| 1961.07.22 | アケダクト             | ブルックリンH                | D10f  | 良   | 1着  | E. Arcaro     | 136  | 1.50   | 2:01.60 | 1 1/4  | (Divine Comedy)    |
| 1961.09.04 | アーリントンパーク     | ワシントンパークH            | D8f   | 稍重 | 4着  | E. Arcaro     | 132  | 1.70   | 1:34.60 | 5 3/4  | Chief of Chiefs    |
| 1961.09.30 | ベルモントパーク       | ウッドワードS                | D10f  | 良   | 1着  | E. Arcaro     | 126  | 1.50   | 2:00.00 | 8      | (Divine Comedy)    |
| 1961.10.21 | アケダクト             | ジョッキークラブGC           | D16f  | 良   | 1着  | E. Arcaro     | 124  | 1.10   | 3:25.80 | 5      | (Hillsborough)     |
| 1961.11.11 | ローレル               | ワシントンDC国際             | T12f  | 稍重 | 2着  | E. Arcaro     | 126  | 1.40   | 2:26.20 | 3/4    | T. V. Lark         |
| 1962.05.30 | アケダクト             | メトロポリタンH              | D8f   | 良   | 6着  | W. Shoemaker  | 130  | 1.60   | 1:33.60 | 8 1/4  | Carry Back         |
| 1962.06.16 | ベルモントパーク       | アローワンス                 | D8f   | 良   | 1着  | W. Shoemaker  | 117  | 1.25   | 1:35.60 | 2 1/4  | (Garwol)           |
| 1962.07.04 | アケダクト             | サバーバンH                  | D10f  | 良   | 2着  | W. Shoemaker  | 132  | 1.65   | 2:00.60 | 2 1/2  | Beau Purple        |
| 1962.07.14 | モンマス               | モンマスH                    | D10f  | 良   | 2着  | W. Shoemaker  | 130  | 1.80   | 2:00.40 | 3      | Carry Back         |
| 1962.08.22 | サラトガ               | アローワンス                 | T8.5f | 稍重 | 1着  | I. Valenzuela | 124  | 1.25   | 1:41.80 | 1 1/2  | (Call The Witness) |
| 1962.09.08 | アトランティックシティ | アローワンス                 | T8.5f | 稍重 | 4着  | D. Pierce     | 113  | 1.40   | 1:43.20 | 1 3/4  | Call The Witness   |
| 1962.09.19 | アケダクト             | スタイミーH                  | D10f  | 良   | 1着  | I. Valenzuela | 128  | 2.25   | 2:00.80 | 2 1/2  | (Polylad)          |
| 1962.09.29 | アケダクト             | ウッドワードS                | D10f  | 稍重 | 1着  | I. Valenzuela | 126  | 1.90   | 2:03.20 | 4 1/2  | (Jaipur)           |
| 1962.10.20 | ベルモントパーク       | ジョッキークラブGC           | D16f  | 良   | 1着  | I. Valenzuela | 124  | 1.25   | 3:19.80 | 10     | (Guadalcanal)      |
| 1962.10.27 | ベルモントパーク       | マンノウォーS                | T12f  | 良   | 2着  | I. Valenzuela | 126  | 2.05   | 2:28.60 | 2      | Beau Purple        |
| 1962.11.12 | ローレル               | ワシントンDC国際             | T12f  | 良   | 2着  | I. Valenzuela | 126  | 3.10   | 2:28.20 | 1 1/2  | Match II           |
| 1962.12.01 | グレーヴセンド         | ガヴァナーズプレート         | D12f  | 良   | 1着  | I. Valenzuela | 129  | 1.40   | 2:30.20 | 5      | (Bass Clef)        |
| 1963.01.30 | ハイアリアパーク       | パームビーチH                | D7f   | 良   | 4着  | I. Valenzuela | 128  | 3.45   | 1:22.80 | 5 1/2  | Ridan              |
| 1963.02.09 | ハイアリアパーク       | セミノールH                  | D9f   | 良   | 1着  | I. Valenzuela | 128  | 3.35   | 1:48.80 | 2 3/4  | (Ridan)            |
| 1963.02.23 | ハイアリアパーク       | ワイドナーH                  | D10f  | 良   | 2着  | I. Valenzuela | 131  | 1.45   | 2:01.80 | 2 1/4  | Beau Purple        |
| 1963.03.16 | ガルフストリームパーク | ガルフストリームパークH      | D10f  | 良   | 1着  | I. Valenzuela | 130  | 1.20   | 2:03.20 | 3 1/4  | (Sensitivo)        |
| 1963.03.23 | ボウイ                 | J・B・キャンベルH            | D8.5f | 良   | 1着  | I. Valenzuela | 131  | 1.80   | 1:43.00 | 3/4    | (Crimson Satan)    |
| 1963.06.19 | アケダクト             | ナッソーカウンティH          | D9f   | 良   | 1着  | I. Valenzuela | 132  | 1.30   | 1:48.80 | 1 1/2  | (Lanvin)           |
| 1963.07.04 | アケダクト             | サバーバンH                  | D10f  | 良   | 1着  | I. Valenzuela | 133  | 1.45   | 2:01.80 | 1 1/4  | (Saidam)           |
| 1963.08.03 | サラトガ               | ホイットニーS                | D9f   | 良   | 1着  | I. Valenzuela | 130  | 1.35   | 1:50.40 | 2 1/2  | (Saidam)           |
| 1963.09.02 | アケダクト             | アケダクトS                  | D9f   | 良   | 1着  | I. Valenzuela | 134  | 1.70   | 1:49.80 | 5 1/2  | (Crimson Satan)    |
| 1963.09.28 | アケダクト             | ウッドワードS                | D10f  | 良   | 1着  | I. Valenzuela | 126  | 1.25   | 2:00.80 | 3 1/2  | (Never Bend)       |
| 1963.10.19 | アケダクト             | ジョッキークラブGC           | D16f  | 良   | 1着  | I. Valenzuela | 124  | 1.15   | 3:22.00 | 4      | (Guadalcanal)      |
| 1963.11.11 | ローレル               | ワシントンDC国際             | T12f  | 稍重 | 2着  | I. Valenzuela | 126  | 1.50   | 2:27.40 | 1/2    | Mongo              |
| 1964.03.23 | ハリウッドパーク       | ロサンゼルスH                | D7f   | 良   | 8着  | I. Valenzuela | 130  | 2.70   | 1:21.40 | 9 1/4  | Cyrano             |
| 1964.06.06 | ハリウッドパーク       | カリフォルニアンS            | D8.5f | 良   | 6着  | I. Valenzuela | 127  | 2.40   | 1:41.60 | 8      | Mustard Plaster    |
| 1964.06.25 | アケダクト             | ハンデキャップ戦             | D9f   | 良   | 1着  | I. Valenzuela | 136  | 1.55   | 1:50.00 | 1 1/4  | (Tropical Breeze)  |
| 1964.07.04 | アケダクト             | サバーバンH                  | D10f  | 良   | 2着  | I. Valenzuela | 131  | 2.35   | 2:01.80 | アタマ | Iron Peg           |
| 1964.07.18 | モンマス               | モンマスH                    | D10f  | 良   | 2着  | I. Valenzuela | 130  | 1.60   | 2:01.80 | クビ   | Mongo              |
| 1964.07.25 | アケダクト             | ブルックリンH                | D10f  | 良   | 5着  | I. Valenzuela | 130  | 1.85   | 1:59.60 | 14     | Gun Bow            |
| 1964.08.27 | サラトガ               | アローワンス                 | T9f   | 重   | 1着  | I. Valenzuela | 118  | 1.30   | 1:46.60 | 2 1/2  | (Knightsboro)      |
| 1964.09.07 | アケダクト             | アケダクトS                  | D9f   | 良   | 1着  | I. Valenzuela | 128  | 3.20   | 1:48.60 | 3/4    | (Gun Bow)          |
| 1964.10.03 | アケダクト             | ウッドワードS                | D10f  | 稍重 | 2着  | I. Valenzuela | 126  | 1.95   | 2:02.40 | ハナ   | Gun Bow            |
| 1964.10.31 | アケダクト             | ジョッキークラブGC           | D16f  | 良   | 1着  | I. Valenzuela | 124  | 1.45   | 3:19.20 | 5 1/2  | (Roman Brother)    |
| 1964.11.11 | ローレル               | ワシントンDC国際             | T12f  | 重   | 1着  | I. Valenzuela | 126  | 2.20   | 2:23.80 | 4 1/2  | (Gun Bow)          |
| 1965.06.29 | モンマス               | アローワンス                 | D6f   | 良   | 3着  | W. Boland     | 122  | 1.50   | 1:11.20 | 1/2    | Cachto             |
| 1965.07.10 | デラウェアパーク       | ダイアモンドステートH        | D8.5f | 良   | 1着  | I. Valenzuela | 130  | 1.30   | 1:42.40 | 3 1/4  | (Kilmoray)         |
| 1965.07.24 | アケダクト             | ブルックリンH                | D10f  | 良   | 3着  | I. Valenzuela | 132  | 2.20   | 2:00.60 | 4      | Pia Star           |
| 1965.08.07 | サラトガ               | ホイットニーS                | D9f   | 良   | 1着  | I. Valenzuela | 130  | 2.20   | 1:49.80 | ハナ   | (Malicious)        |
| 1965.09.06 | アケダクト             | アケダクトS                  | D9f   | 良   | 4着  | I. Valenzuela | 130  | 2.00   | 1:49.00 | 9      | Malicious          |
| 1965.09.22 | アケダクト             | スタイミーH                  | D10f  | 良   | 1着  | I. Valenzuela | 128  | 1.30   | 2:02.80 | 8      | (Ky. Pioneer)      |
| 1966.03.02 | ハイアリアパーク       | アローワンス                 | D6f   | 良   | 4着  | W. Boland     | 113  | 4.30   | 1:10.00 | 4 1/2  | Davus II           |

## 引退後
競走馬引退後、ケルソは故郷のウッドストック牧場で余生を過ごしていた。その後はデュポンの乗り馬としてともに野を駆けまわるなどしており、特に飛越が上手いことから「障害馬としても成功していたことだろう」と言われていた。また生来の素直さで人々から愛され、様々な催しにも招待されるなどしていた。
最後に公衆の場に姿を現したのは1983年10月15日で、同日のジョッキークラブゴールドカップの誘導馬をフォアゴーとともに務めていた。その翌日10月16日に激しい疝痛を起こして死亡、26歳であった。遺骸はウッドストック牧場に埋葬された。
ケルソが亡くなる前の1980年に、ベルモントパーク競馬場はケルソの名を冠した「ケルソハンデキャップ」という16ハロンの競走を創設していたが、2年後の1982年に廃止された。その後、1984年にベルモントパークはブライトンビーチハンデキャップを改称し、再び「ケルソハンデキャップ（現ケルソステークス）」を創設している。

## エピソード
- ケルソはチョコレートサンデーが好物だったという[60][1]。また馬房の柱に吊るしていたラジオの音楽に聴き入っていたというエピソードも残っている[60]。
- ヴァレンズエラによれば、ケルソは自分に拍手が送られていることを理解していて、入場行進時にいつもスタンド前で立ち止まって聞き入っていたという[7]。
- ケルソは馬場の良し悪しを問わず活躍したが、ヴァレンズエラによればダートなら不良馬場が得意で、一方で芝では稍重くらいがベストだと語っていた[8]。

## 評価

### 主な勝鞍
1959年（2歳）　3戦1勝　$3,380
特になし
1960年（3歳）　9戦8勝　$293,310
チョイスステークス、ジェロームハンデキャップ、ディスカヴァリーハンデキャップ、ローレンスリアライゼーションステークス、ホーソーンゴールドカップ、ジョッキークラブゴールドカップ
1961年（4歳）　9戦7勝　$425,565
ニューヨークハンデキャップ三冠（メトロポリタンハンデキャップ・サバーバンハンデキャップ・ブルックリンハンデキャップ）、ホイットニーステークス、ウッドワードステークス、ジョッキークラブゴールドカップ（連覇）
1962年（5歳）　12戦6勝　$289,685
スタイミーハンデキャップ、ウッドワードステークス（連覇）、ジョッキークラブゴールドカップ（3連覇）、ガヴァナーズプレート
1963年（6歳）　12戦9勝　$569,762
セミノールハンデキャップ、ガルフストリームパークハンデキャップ、ジョン・B・キャンベルハンデキャップ、ナッソーカウンティステークス、ホイットニーステークス、アケダクトステークス、ウッドワードステークス（3連覇）、ジョッキークラブゴールドカップ（4連覇）
1964年（7歳）　11戦5勝　$311,660
アケダクトステークス（連覇）、ジョッキークラブゴールドカップ（5連覇）、ワシントンDCインターナショナル
1965年（8歳）　6戦3勝　$84,034
ダイアモンドステートハンデキャップ、ホイットニーステークス、スタイミーハンデキャップ
1966年（9歳）　1戦0勝　$500
特になし

### 年度代表馬
- 1960-1964年 - 年度代表馬（5年連続）
- 1960年 - 最優秀3歳牡馬
- 1961-1964年 - 最優秀古牡馬（4年連続）

### 表彰
- 1967年 - アメリカ競馬名誉の殿堂博物館に殿堂馬として選定される。
- 1980年 - ベルモントパーク競馬場にケルソの名前を冠した競走「ケルソハンデキャップ」が設立される（1982年廃止）。
- 1984年 - ベルモントパーク競馬場のブライトンビーチハンデキャップが「ケルソハンデキャップ（ケルソステークス）」に改称される。
- 1999年 - ブラッド・ホース誌の選ぶ20世紀のアメリカ名馬100選において、第4位に選ばれる。

各評価の出典：

## 血統表
| ケルソの血統                           | ケルソの血統                               | ケルソの血統                               | （血統表の出典）                           | （血統表の出典） |
| 父系                                   | ハイペリオン系                             | ハイペリオン系                             | ハイペリオン系                             | [ § 2 ]          |
| 父 Your Host 1947 栗毛 アメリカ        | 父の父Alibhai 1938 栗毛 イギリス           | Hyperion                                   | Gainsborough                               | Gainsborough     |
| 父 Your Host 1947 栗毛 アメリカ        | 父の父Alibhai 1938 栗毛 イギリス           | Hyperion                                   | Selene                                     |                  |
| 父 Your Host 1947 栗毛 アメリカ        | 父の父Alibhai 1938 栗毛 イギリス           | Teresina                                   | Tracery                                    | Tracery          |
| 父 Your Host 1947 栗毛 アメリカ        | 父の父Alibhai 1938 栗毛 イギリス           | Teresina                                   | Blue Tit                                   |                  |
| 父 Your Host 1947 栗毛 アメリカ        | 父の母Boudoir 1938 芦毛 アイルランド       | Mahmoud                                    | Blenheim                                   | Blenheim         |
| 父 Your Host 1947 栗毛 アメリカ        | 父の母Boudoir 1938 芦毛 アイルランド       | Mahmoud                                    | Mah Mahal                                  |                  |
| 父 Your Host 1947 栗毛 アメリカ        | 父の母Boudoir 1938 芦毛 アイルランド       | Kampala                                    | Clarissimus                                | Clarissimus      |
| 父 Your Host 1947 栗毛 アメリカ        | 父の母Boudoir 1938 芦毛 アイルランド       | Kampala                                    | La Soupe                                   |                  |
| 母 Maid of Flight 1951 青鹿毛 アメリカ | 母の父Count Fleet 1940 青鹿毛 アメリカ     | Reigh Count                                | Sunreigh                                   | Sunreigh         |
| 母 Maid of Flight 1951 青鹿毛 アメリカ | 母の父Count Fleet 1940 青鹿毛 アメリカ     | Reigh Count                                | Contessina                                 |                  |
| 母 Maid of Flight 1951 青鹿毛 アメリカ | 母の父Count Fleet 1940 青鹿毛 アメリカ     | Quickly                                    | Haste                                      | Haste            |
| 母 Maid of Flight 1951 青鹿毛 アメリカ | 母の父Count Fleet 1940 青鹿毛 アメリカ     | Quickly                                    | Stephanie                                  |                  |
| 母 Maid of Flight 1951 青鹿毛 アメリカ | 母の母Maidoduntreath 1939 青鹿毛 アメリカ  | Man O' War                                 | Fair Play                                  | Fair Play        |
| 母 Maid of Flight 1951 青鹿毛 アメリカ | 母の母Maidoduntreath 1939 青鹿毛 アメリカ  | Man O' War                                 | Mahubah                                    |                  |
| 母 Maid of Flight 1951 青鹿毛 アメリカ | 母の母Maidoduntreath 1939 青鹿毛 アメリカ  | Maid Victorian                             | Victorian                                  | Victorian        |
| 母 Maid of Flight 1951 青鹿毛 アメリカ | 母の母Maidoduntreath 1939 青鹿毛 アメリカ  | Maid Victorian                             | Black Betty                                |                  |
| 母系(F-No.)                            | (FN:20)                                    | (FN:20)                                    | (FN:20)                                    | [ § 3 ]          |
| 5代内の近親交配                        | Gainsborough 4x5=9.38% Rock Sand 5x5=6.25% | Gainsborough 4x5=9.38% Rock Sand 5x5=6.25% | Gainsborough 4x5=9.38% Rock Sand 5x5=6.25% | [ § 4 ]          |
| 出典                                   | 1. 2. 3. 4.                                | 1. 2. 3. 4.                                | 1. 2. 3. 4.                                | 1. 2. 3. 4.      |

父ユアホストは西海岸でサンタアニタダービーなどに優勝した実力馬であった。4歳時に予後不良ものの大怪我をしたとき、陣営が治療か安楽死かで処置を考えあぐねていた際、痛みを我慢してじっと立って待っていたという。関係者もこれを見て手術を決行、種牡馬として生き永らえた。デュポンはこのエピソードに感動し、ユアホストの種牡馬シンジケート株を購入した。
半妹の孫に日本で持込馬として走り新潟記念・関屋記念各3着などの成績を残し、種牡馬としてナムラモノノフ・テイエムオオアラシと2頭の中央重賞勝ち馬の父となったセクレファスターがいる。